# Хочево (гміна)
Гміна Хочево (пол. Gmina Choczewo) — сільська гміна у північній Польщі. Належить до Вейгеровського повіту Поморського воєводства.
Станом на 31 грудня 2011 у гміні проживало 5707 осіб.

## Територія
Згідно з даними за 2007 рік площа гміни становила 183.23 км², у тому числі:
- орні землі: 49.00%
- ліси: 42.00%

Таким чином, площа гміни становить 14.29% площі повіту.

## Населення
Станом на 31 грудня 2011:
| Опис     | Загалом | Загалом | Чоловіки | Чоловіки | Жінки | Жінки |
| -------- | ------- | ------- | -------- | -------- | ----- | ----- |
| одиниця  | осіб    | %       | осіб     | %        | осіб  | %     |
| все      | 5707    | 100     | 2936     | 51.45    | 2771  | 48.55 |
| міське   | 0       | 100     | 0        |          | 0     |       |
| сільське | 5707    | 100     | 2936     | 51.45    | 2771  | 48.55 |

## Сусідні гміни
Гміна Хочево межує з такими гмінами: Ґневіно, Крокова, Леба, Ленчице, Нова Веш-Лемборська.